# Bouledogue français
Il Bouledogue Francese o Bouledogue Français  è una razza di cane riconosciuta, di tipo molossoide di piccola taglia originario della Francia, inserito nel Gruppo 9 della F.C.I. 
In origine (tra la seconda metà e la fine dell'Ottocento), venne selezionato e allevato come cane da combattimento contro i ratti.

## Storia
Questa razza canina vede quale suo originario antenato l'Old English bulldog, la razza originaria e comune a tutti i bulldog.
Il Bouledogue Francese è frutto di una accurata selezione nell'incrocio tra i toy bulldog (alcuni esemplari di bulldog inglese di piccola taglia) e i doguins (alcuni esemplari di dogue de Bordeaux di piccola taglia), con cani di tipo terrier di piccola taglia e a pelo liscio, nella realizzazione di una razza di cane da combattimento.
Questi primi esemplari giunsero in Francia nel 1880; anno in cui fu fondato il primo club di razza a Parigi. Durante la rivoluzione industriale, le addette alla lavorazione del pizzo introdussero l'abitudine di tenere con sé un cane da compagnia per migliorare la qualità della loro vita lavorativa, e questi esemplari di bulldog risultarono particolarmente graditi.
Il primo registro d'iscrizioni alla razza è datata 1885 e il primo standard di razza fu fissato nel 1898, anno in cui la Société Centrale Canine riconobbe la razza del 'bouledogue français'.
La loro popolarità si consolidò nel giro di poco tempo, cosicché anche le ricche famiglie americane iniziarono ad allevarli in patria. In questi ultimi anni, anche grazie al fatto di esser una razza molto apprezzata da molti volti noti dello star-system e della politica internazionale, il Bouledogue Francese è entrato sempre di più nelle case delle famiglie occidentali, divenendo una delle razze più ricercata e più in circolazione.

## Caratteristiche

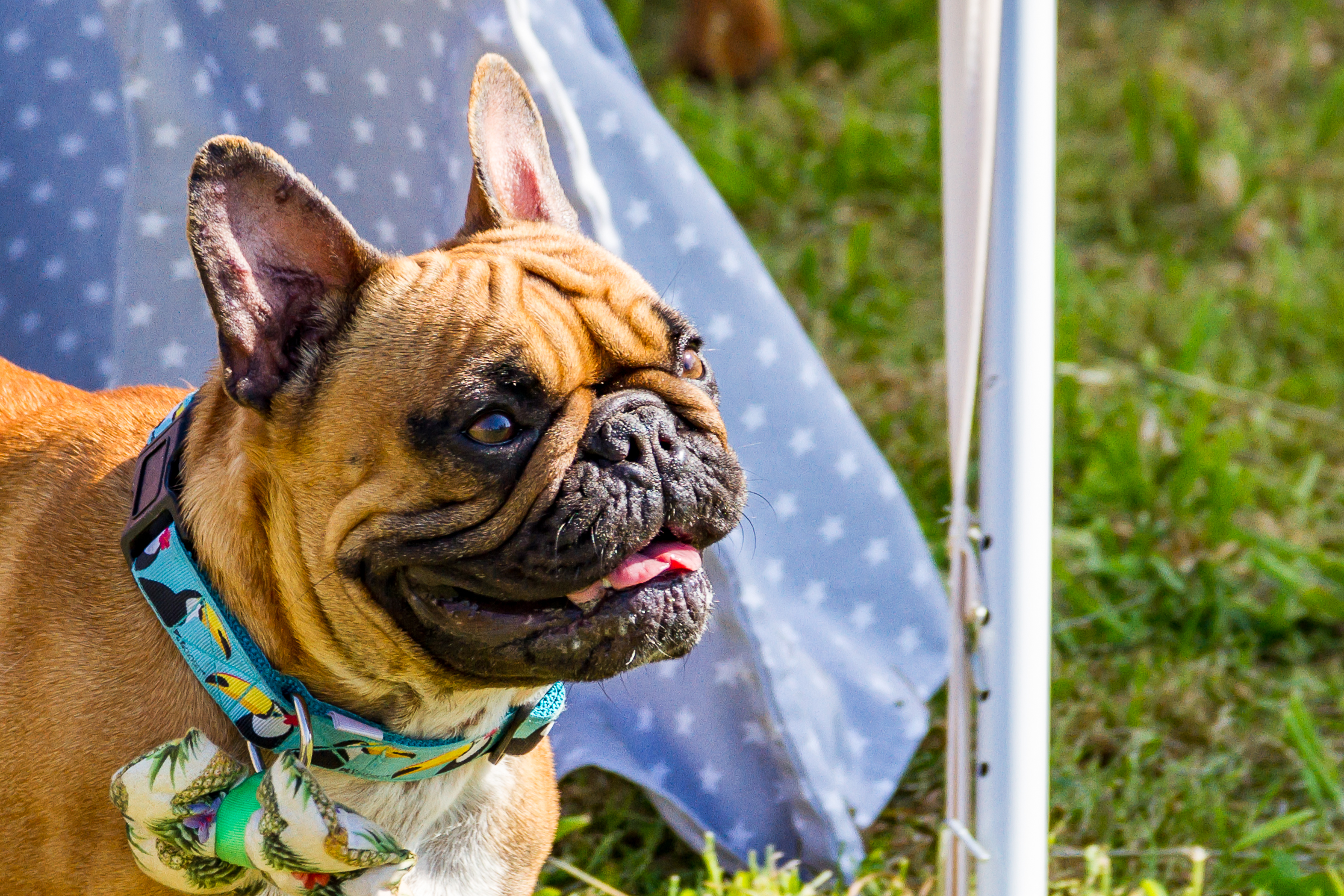
Esemplare di Bouledogue Francese

Il Bouledogue Francese è un cane che raggiunge un peso compreso fra gli 8 kg (nelle femmine molto piccole) e i 14 kg (nei maschi molto grossi). Le caratteristiche morfologiche che maggiormente lo contraddistinguono sono la struttura compatta, solida e brevilinea, la testa brachicefala con faccia corta e camusa, il naso schiacciato e le tipiche orecchie dette "a pipistrello". Le sue zampe sono forti e muscolose, con quelle posteriori leggermente più lunghe delle anteriori.
Queste sono le 4 colorazioni ammesse del mantello: fulvo (di varie tonalità, con o senza macchie o pezzature bianche); bringée (tigrato) (di varie tonalità, con poche striature o molte striature, con o senza macchie e pezzature bianche); caille (bianco con pezzature bringée); caille fauve (bianco con pezzature fulve).
Il bouledogue francese è un cane estremamente affidabile, intelligente e sveglio. Dal punto di vista caratteriale è un cane morbosamente legato al proprio padrone di cui è gelosissimo e che difende con forza e tenacia, dimostrando attitudine alla guardia e alla difesa personale. Per quanto alcuni sostengano che a prima vista il suo aspetto possa intimorire, in realtà il Bouledogue Francese ha un'indole pacifica, soprattutto verso il suo padrone. Comunque anche con gli estranei, non essendo un cane impulsivo, non tende ad aggredirli; anche se sa perfettamente riconoscere chi dover diffidare e, all’occorrenza, grazie alla sua forza e al suo potente morso, sa farsi ben valere. Particolarmente paziente e attento con i bambini, in età adulta, ama farsi accarezzare e coccolare senza dimostrarsi nervoso o infastidito. Il Bouledogue Francese è inoltre un cane che se trattato con costanza, coerenza e fermezza (ma mai con la violenza, che non tollera), si lascia educare facilmente. A causa della sua conformazione fisica non è un buon nuotatore.
Pur essendo naturalmente calmo, come molti molossoidi, durante il gioco può trasformarsi in un cane molto energico e veemente, mostrando tutte le potenzialità della sua struttura forte e robusta. Bisogna fare attenzione che questa tendenza a "interpretare tutto come un gioco" non interferisca con l'educazione e l'addestramento.

## Cure e limiti della razza
Il Bouledogue Francese può soffrire della "sindrome brachicefalica" (BAOS), ossia l'insieme delle alterazioni del normale passaggio dell'aria tramite le vie aeree, sino alla loro completa ostruzione, dovute a malformazioni legate alla selezione genetica volta alla riduzione della lunghezza cranica; a essa sono correlabili reperti quali intolleranza all'esercizio, tendenza al rigurgito, apnee notturne, rumori respiratori e otiti ricorrenti.
Il pelo del Bouledogue Francese è delicato perché privo di sottopelo, pertanto in caso di dermatiti o altri problemi cutanei potrebbe presentare talvolta aree alopeciche di facile insorgenza ma di rapida guarigione. Vista la minima lunghezza del pelo, durante il periodo invernale, è consigliabile tenerlo dentro casa possibilmente vicino a fonti di calore quali caminetti e stufe mentre all'esterno è meglio non esporlo a temperature troppo rigide senza la dovuta copertura. Nel periodo estivo invece, è preferibile tenerlo in un luogo asciutto, lontano dal caldo estremo e dall'afa. Le conseguenze dell'esposizione a temperature non idonee possono essere la diminuzione dell'appetito, l'aumento della temperatura corporea con conseguente rischio di colpo di calore.
In caso di parto, essendo frequenti i casi di distocia (il cucciolo si adagia trasversalmente al canale del parto bloccandolo), si predilige praticare il parto cesareo per evitare la morte dei cuccioli dovuta a complicanze.

## Riferimenti nella cultura di massa
Un Bouledogue Francese di nome Cliff è il simbolo della casa editrice milanese BAO Publishing.
Maron, cane di Haruna Sairenji, protagonista femminile secondaria dell'opera To Love-Ru e del suo seguito To Love-Ru Darkness